# سطح نگرانی
«سطح نگرانی» (به انگلیسی: Level of Concern) ترانه‌ای سروده‌شده و ضبط‌شده از گروه موسیقی دونفره آمریکایی توئنی وان پایلتس است. این ترانه در ۹ آوریل ۲۰۲۰ به‌عنوان تک‌آهنگ منتشر شد. موزیک ویدئو ترانه در ۲۹ مه ۲۰۲۰ در کانال رسمی یوتیوب توئنی وان پایلتس منتشر شد.